# TVP3 Białystok

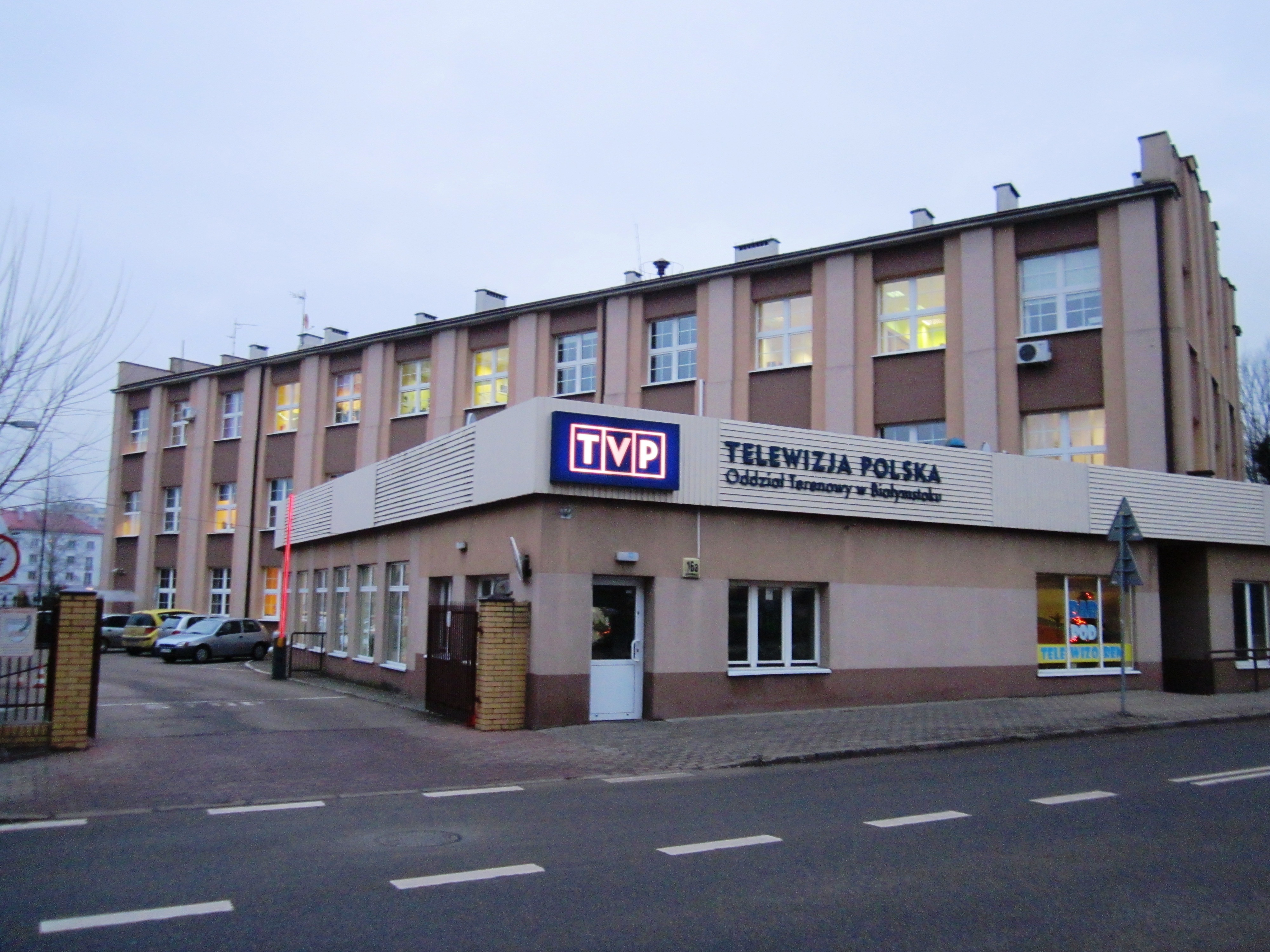
Siedziba oddziału Telewizji Polskiej w Białymstoku na ulicy Włókienniczej 16A.

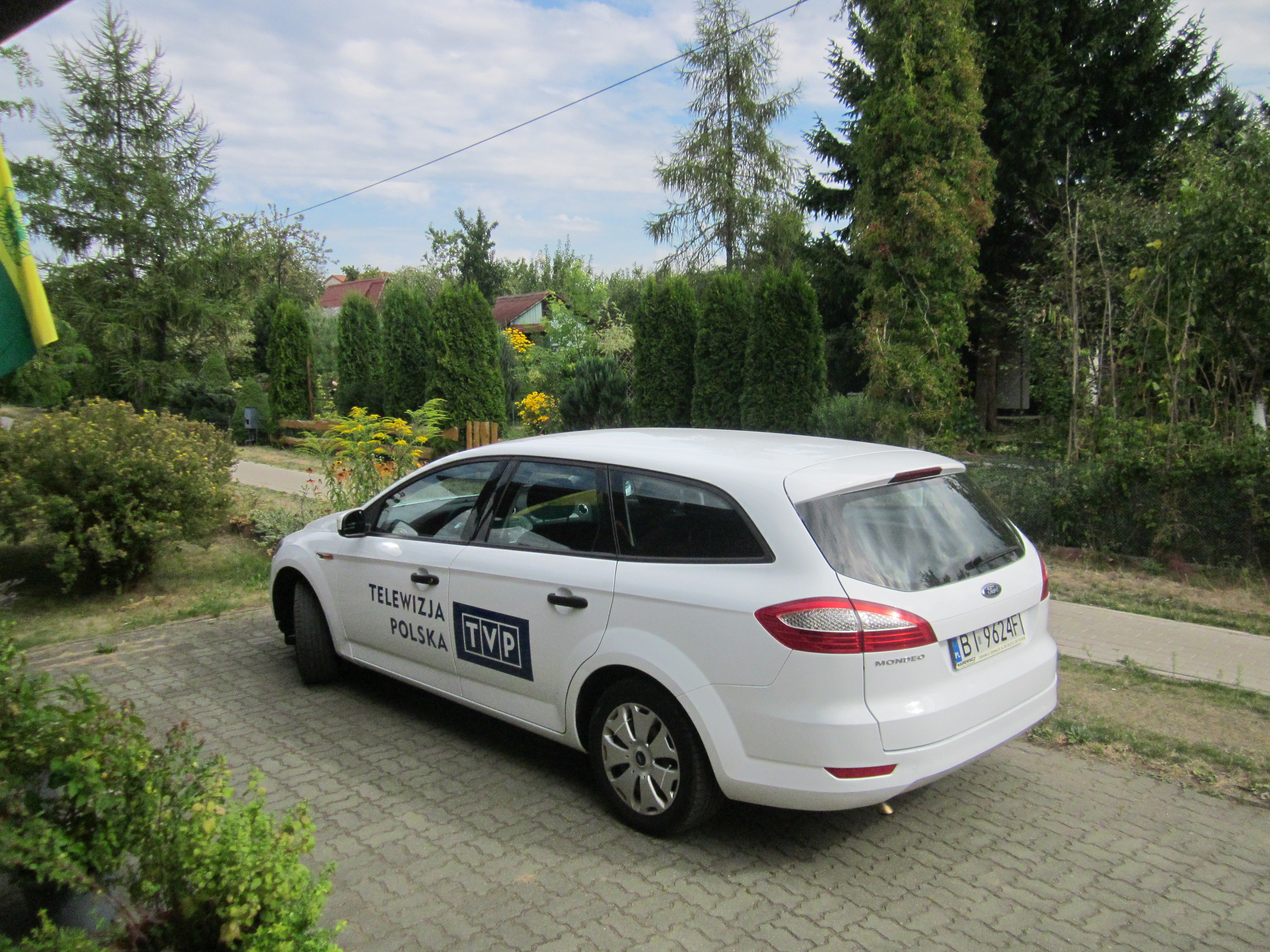
Wóz reporterski TVP3 Białystok.

TVP3 Białystok (Telewizja Polska SA Oddział w Białymstoku, Telewizja Białystok, dawniej TV Białystok, TVP Białystok) – oddział terenowy Telewizji Polskiej obejmujący zasięgiem województwo podlaskie z siedzibą główną w Białymstoku. Posiada redakcje terenowe w Łomży i w Suwałkach. Sztandarowym programem TVP3 Białystok jest serwis informacyjny Obiektyw.
Kanał TVP3 Białystok nadawany jest w ramach niekodowanego (bezpłatnego w odbiorze) ogólnopolskiego trzeciego multipleksu naziemnej telewizji cyfrowej (MUX 3). Dostępny jest również w sieciach kablowych oraz można oglądać go za darmo w Internecie za pośrednictwem takich serwisów jak TVP Stream, TVP VOD i TVP GO.

## Kalendarium
- lipiec 1996 – zgodnie z decyzją Zarządu Telewizji Polskiej SA zostaje powołany Oddział TVP SA w Białymstoku[4]. Dołączył on do pozostałych jedenastu oddziałów terenowych TVP, jednak w 1996 roku OTV Białystok nie uruchomił jeszcze jednak swojego programu[5].
- 1 września 1996 – pierwszym dyrektorem został Kazimierz Puciłowski, tę funkcję pełnił do 31 sierpnia 1999 roku[4].
- styczeń 1997 – budowa pierwszego studia telewizyjnego. Początkowo ośrodek mieścił się w biurowcu przy ulicy Św. Rocha, ale już w styczniu 1997 roku ruszyły prace remontowe i budowlane w obecnej siedzibie przy ulicy Włókienniczej 16A. Budynki po kompleksie różnego rodzaju hurtowni zostały zaadaptowane do potrzeb telewizji, jednak długo po oficjalnym otwarciu siedziby Ośrodka w Białymstoku przyjeżdżały osoby pragnące zakupić np. odzież ochronną, co prowadziło do zabawnych sytuacji[6].
- 1 lutego 1997 – na stanowisko zastępcy dyrektora ds. programowych zostaje powołany Wojciech Worotyński (na stanowisku do 31 grudnia 1998 roku), który skompletował kadrę dziennikarską i ustalił pierwszą ramówkę[4].
- 16 lutego 1997 – pierwsza emisja programu informacyjnego Obiektyw na antenie TVP2 w paśmie rezerwowanym dla telewizyjnych ośrodków regionalnych[4].
- 9 marca 1997 – ukazuje się na antenie magazyn mniejszości narodowych Sami o sobie[7].
- 11 kwietnia 1997 – początek emisji magazynu kulturalnego Prezentacje[7].
- 17 kwietnia 1997 – inauguracja emisji magazynu rodzinnego Pół godziny dla rodziny[7].
- czerwiec 1997 – wprowadzenie cyfrowe sprzętu reporterskiego, co umożliwiło dużą zmianę w technologii produkcji programu telewizyjnego. Był to pierwszy ośrodek w Polsce testujący system telewizji cyfrowej DVC-PRO[8].
- 1 lipca 1997 – start Budzika – codziennego magazynu porannego[7].
- 6 lipca 1997 – pierwsza emisja Tygodnia w obiektywie – przeglądu najważniejszych wydarzeń z regionu[7].
- 25 sierpnia 1997 – premierowe wydanie Magazynu sportowego[7].
- 6 września 1997 – start magazynu Osobliwości[7].
- 21 grudnia 1997 – uruchomienie emisji własnego 17-godzinnego programu regionalnego za pośrednictwem nadajnika TV w Krynicach k. Białegostoku. Nadajnik pracował z mocą 100 kW na 35 kanale o zasięgu ponad 120 km[7][8].
- 26 lutego 1998 – początek nadawania w ramach programu regionalnego sygnału teletekstu – inauguracja emisji TeleGazety Podlaskiej[7][9].
- 1 lipca 1998 – ośrodek otrzymuje telewizyjny wóz transmisyjny z wrocławskiego oddziału TVP SA[7].
- 1 października 1998 – pełnomocnikiem dyrektora ds. jakości programu została Tamara Sołoniewicz. 15 kwietnia 1999 roku została powołana na zastępcę dyrektora oddziału, a 1 października 1999 roku na stanowisko zastępcy dyrektora ds. programowych[4]. Do czasu jej przedwczesnej śmierci (18 lipca 2000 roku) szczególnie dynamicznie rozwijała się dziedzina reportażu telewizyjnego[4]. Dziennikarze zdobywali coraz więcej nagród na prestiżowych festiwalach, zaś w środowisku telewizyjno-filmowym zaczęto mówić o „białostockiej szkole reportażu”[7][8].
- 24 grudnia 1998 – pierwsza bezpośrednia transmisja na antenę regionalną, wykorzystująca technikę światłowodową[4].
- 31 marca 1999 – uruchomienie cyfrowych stanowisk montażu nieliniowego[7].
- 28 grudnia 1999 – oddanie do użytku po zakończeniu prac adaptacyjnych siedziby białostockiego oddziału TVP przy ul. Włókienniczej 16A[7].
- 1 stycznia 2000 – uruchomienie bezpośredniego światłowodowego połączenia do Centrum TV w Warszawie przy ul. Woronicza i przy Placu Powstańców Warszawy[8].
- 22 lipca 2000 – początek emisji wszystkich wydań Obiektywu z nowego, informacyjnego studia TV[7].
- 19 sierpnia 2000 – pierwsza bezpośrednia transmisja na antenę ogólnopolską za pośrednictwem łącza satelitarnego[8].
- 3 marca 2002 – białostocka telewizja zaczyna nadawać w ramach stacji informacyjno-regionalnej TVP3 jako TVP3 Białystok.
- 15 września 2002 – w sieci pojawiła się strona internetowa Oddziału TVP SA w Białymstoku[7].
- 7 marca 2003 – zmiana logo i oprawy graficznej tak jak w pozostałych programach Telewizji Polskiej[10].
- 11 stycznia 2004 – pierwsza transmisja światłowodowa z Suwałk na antenę TVP[7].
- 6 października 2007 – ośrodek nadaje program w ramach pasm lokalnych TVP Info jako TVP Białystok
- 30 grudnia 2010 o godz. 16:00 – program lokalny TVP Białystok ostatni raz był retransmitowany na antenie Dwójki[11].
- 14 kwietnia 2011 – TVP Białystok zaczął nadawać swoje programy w trzecim multipleksie naziemnej telewizji cyfrowej (MUX 3)[12][13].
- 25 lutego 2013 – TVP Białystok można oglądać bezpłatnie w Internecie dzięki stronie internetowej i aplikacji TVP Stream[3].
- 17 czerwca 2013 – wyłączono nadajnik analogowy ośrodka[14].
- 1 września 2013 – ośrodek nadaje program w ramach TVP Regionalna[15].
- 2 stycznia 2016 – powrócono do dawnej nazwy TVP3 Białystok, jednocześnie wydłużyła się emisja programu regionalnego[16].
- 14 lutego 2022 – TVP3 Białystok można oglądać bezpłatnie dzięki aplikacji TVP GO dostępnej na systemach iOS i Android[17].
- 27 czerwca 2022 – wiele emisji MUX 3, gdzie nadawany jest program TVP3 Białystok, przeniesiono na nowe częstotliwości w ramach tzw. refarmingu, czyli zwolnienia kanałów telewizyjnych powyżej pasma 700 MHz na potrzeby telefonii komórkowej oraz zmiany standardu nadawania na DVB-T2/HEVC (nie dotyczyło to MUX 3 i MUX 8) w województwie podlaskim uruchomiono nowe nadajniki oraz zwiększono moc emisji z dotychczasowych nadajników[18].
- 1 czerwca 2023 – TVP3 Białystok można oglądać bezpłatnie w serwisie TVP VOD[19].
- 19 grudnia 2023 – rozpoczęcie emisji TVP3 Białystok w jakości HD, przy okazji zmiany standardu nadawania nadajników MUX 3 na DVB-T2/HEVC[20].
- 20-30 grudnia 2023 – zawieszenie nadawania programu w związku ze zmianami we władzach TVP podjętymi przez ministra kultury i dziedzictwa narodowego Bartłomieja Sienkiewicza[21].

## Nadajniki naziemne TVP3 Białystok

### Nadajniki analogowe wyłączone 17 czerwca 2013 roku
| Typ obiektu | Nazwa obiektu     | Częstotliwość (MHz) | Kanał | Charakterystyka promieniowania | Polaryzacja | Moc (kW) | Data uruchomienia nadajnika | Data wyłączenia nadajnika |
| ----------- | ----------------- | ------------------- | ----- | ------------------------------ | ----------- | -------- | --------------------------- | ------------------------- |
| RTCN        | Białystok/Krynice | 583,25 MHz          | 35    | dookólna (ND)                  | pozioma (H) | 100 kW   | 21 grudnia 1997             | 17 czerwca 2013           |

Opracowano na podstawie materiału źródłowego.

### Nadajniki cyfrowe DVB-T2MUX 3
Wszystkie nadajniki są położone w województwie podlaskim. 27 czerwca 2022 roku ze względu na zmianę standardu nadawania na DVB-T2/HEVC w województwach lubelskim, mazowieckim, podlaskim i warmińsko-mazurskim (nie dotyczyło to MUX 3 i MUX 8) oraz tzw. refarming, czyli zwolnienie kanałów telewizyjnych na potrzeby telefonii komórkowej, niektóre emisje przeniesiono na nowe częstotliwości, zwiększono moc emisji z dotychczasowych obiektów albo uruchomiono nowe nadajniki. 19 grudnia 2023 roku zmieniono standard nadawania nadajników MUX 3 na DVB-T2/HEVC.
| Typ obiektu | Nazwa obiektu             | Częstotliwość (MHz) | Kanał | Charakterystyka promieniowania | Polaryzacja | Moc (kW) | Data uruchomienia nadajnika |
| ----------- | ------------------------- | ------------------- | ----- | ------------------------------ | ----------- | -------- | --------------------------- |
| RTCN        | Białystok/Krynice         | 586 MHz             | 35    | dookólna (ND)                  | pozioma (H) | 100 kW   | 17 czerwca 2013             |
| RTCN        | Suwałki/Góra Krzemianucha | 538 MHz             | 29    | dookólna (ND)                  | pozioma (H) | 20 kW    | 17 czerwca 2013             |
| TON         | Czyże                     | 586 MHz             | 35    | kierunkowa (D)                 | pozioma (H) | 18 kW    | 17 czerwca 2013             |
| SLR         | Makarki                   | 586 MHz             | 35    | kierunkowa (D)                 | pozioma (H) | 8 kW     | 17 czerwca 2013             |
| TON         | Czeremcha-Wieś            | 586 MHz             | 35    | kierunkowa (D)                 | pozioma (H) | 7,5 kW   | 27 czerwca 2022             |
| TON         | Łomża/Szosa Zambrowska    | 586 MHz             | 35    | kierunkowa (D)                 | pozioma (H) | 5 kW     | 23 lipca 2013               |
| TON         | Zaskrodzie                | 586 MHz             | 35    | kierunkowa (D)                 | pozioma (H) | 3,2 kW   | 27 czerwca 2022             |
| TON         | Lipsk/ul. Jermakowicza    | 538 MHz             | 29    | dookólna (ND)                  | pozioma (H) | 3 kW     | 27 czerwca 2022             |
| TON         | Szczuczyn                 | 586 MHz             | 35    | kierunkowa (D)                 | pozioma (H) | 1 kW     | 27 czerwca 2022             |
| TSR         | Mielnik/ul. Popław        | 482 MHz             | 22    | dookólna (ND)                  | pozioma (H) | 0,005 kW | 31 października 2014        |

#### Wyłączone nadajniki cyfrowe DVB-TMUX 3
| Typ obiektu | Nazwa obiektu            | Częstotliwość (MHz) | Kanał | Charakterystyka promieniowania | Polaryzacja | Moc (kW) | Data uruchomienia nadajnika | Data wyłączenia nadajnika |
| ----------- | ------------------------ | ------------------- | ----- | ------------------------------ | ----------- | -------- | --------------------------- | ------------------------- |
| SLR         | Białystok/Centrum        | 610 MHz             | 38    | dookólna (ND)                  | pozioma (H) | 4 kW     | 14 kwietnia 2011            | 17 czerwca 2013           |
| TSR         | Turośl/ul. Jana Pawła II | 482 MHz             | 22    | kierunkowa (D)                 | pozioma (H) | 1 kW     | 17 czerwca 2013             | 27 czerwca 2022           |

Opracowano na podstawie materiału źródłowego.

## Programy TVP3 Białystok

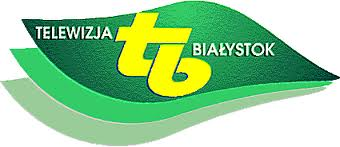
Pierwsze logo Telewizji Białystok.

Ramówka obejmuje m.in. programy informacyjne z regionu, publicystyczne, przyrodnicze, reportaże, transmisje z mszy świętych oraz relacje z koncertów, spektakli i wystaw.

### Programy własne (stan na zimę 2022)
Informacje i publicystyka
- Obiektyw (od 1997 roku) – program informacyjny ośrodka w Białymstoku
- Pogoda (TVP3 Białystok) (od 1997 roku) – prognoza pogody
- Bez kantów (od 2010 roku) – debata parlamentarzystów z Białegostoku i Podlasia o regionie i kraju
- Magazyn łomżyński (od 2009 roku) – program dla mieszkańców regionu łomżyńskiego
- Przegląd suwalski (od 1999 roku) – program dla mieszkańców północnej części województwa podlaskiego
- Gość Obiektywu (od 2017 roku) – rozmowy z gośćmi o aktualnych wydarzeniach w regionie
- Pilna sprawa (od 2013 roku) – program interwencyjny TVP3 Białystok

Gospodarka
- Tym żyje wieś (od 2008 roku) – magazyn dla rolników

Programy dla mniejszości narodowych i etnicznych
- My Romowie (od 2006 roku)
- Panorama litewska (od 2003 roku)
- Przegląd ukraiński (od 2003 roku)
- Tydzień białoruski (od 2004 roku)
- Wieści tatarskie (od 2008 roku)

Kultura i sztuka
- Kulturalny region (od 2009 roku) – kalendarium wydarzeń kulturalnych i artystycznych w regionie
- Przystanek kultura (od 2008 roku) – program o najnowszych wydarzeniach kulturalnych
- Warto tam być – zapowiedź najważniejszych imprez kulturalnych w regionie.
- Rozmowy nieprzypadkowe (od 2016 roku) – rozmowy z zaproszonymi gośćmi

Religia
- Pod twoją obronę (od 2009 roku) – program religijny dla wyznawców Kościoła katolickiego
- U źródeł wiary (od 2009 roku) – program religijny dla wyznawców Kościoła prawosławnego

Edukacja, przyroda i ekologia
- Ogród i nie tylko (od 2017 roku)
- Strefa innowacji (od 2017 roku)
- Lokum na topie (od 2018 roku)
- Gawędy Kłosowskiego (od 2021 roku) – program Tomasza Kłosowskiego, który jest wieloletnim fotografem przyrody i dziennikarzem. W swoich gawędach przedstawia różne gatunki zwierząt.

Historia
- Zdarzyło się wczoraj (od 2020 roku) – historyczny przegląd prasy
- Świadkowie czasu (od 2015 roku)

Reportaż
- Białostocka szkoła reportażu (od 2009 roku) – reportaże i filmy dokumentalne dziennikarzy TVP3 Białystok
- Felietony i relacje (od 2009 roku)

Rozmaitości
- Ale rodzina! (od 2015 roku) – program dla rodzin
- Turbo Podlasie (od 2012 roku) – program motoryzacyjny

Programy sportowe
- Sport (TVP3 Białystok) (od 1997 roku) – informacje sportowe

### Programy nieemitowane w TVP3 Białystok (niepełna lista)
Publicystyka
- Gość dnia (2009-2011) – rozmowy z gośćmi o aktualnych wydarzeniach w regionie
- Jest sprawa (2008-2010) – program interwencyjny poruszający kontrowersyjne tematy
- Podlaskie Forum Parlamentarne (2008-2010) – program na żywo z udziałem posłów na Sejm VI kadencji
- Podlaskie Forum Samorządowe (2008-2009) – program na żywo z udziałem radnych sejmiku województwo podlaskiego
- Poranek w Obiektywie (2018-2020) – poranny program informacyjno-publicystyczny
- Poranek z TVP3 Białystok (2016)
- Naszym zdaniem (2016-2017) – dziennikarski przegląd tygodnia

Społeczeństwo
- Jesteśmy (2009-2010) – magazyn dla osób niepełnosprawnych
- Samorządni (2010) – program o dokonaniach podlaskich gmin na przestrzeni 20 lat
- Strefa bezpieczeństwa (2009-2010) – program o działania służb odpowiedzialnych za bezpieczeństwo
- Szerokiej drogi (2010-2011) – komunikaty o remontach i utrudnieniach na drogach
- Uderz w stół! (2013) – sonda uliczna

Gospodarka
- Cyfrowe Podlasie (2014) – program o cyfryzacji i informatyzacji Podlasia
- Eko Podlasie (2012) – magazyn promujący ekologię
- Dobry zawód – pewny sukces (2013) – program o edukacji zawodowej
- PROW – jaki jest? (2015) – program o unijnych funduszach dla rolników na Podlasiu
- Sukces integracji (2011) – program pokazujący działania na rzecz integracji i pracy społecznej
- Zielone miejsca pracy (2012-2013) – program o miejscach pracy przyjaznych środowisku

Rozmaitości
- 60-tka i do przodu (2009) – program dla seniorów
- Aktywni (2015) – program o aktywnych formach spędzania wolnego czasu
- Buduję, remontuję, urządzam (2008-2009) – poradnik o urządzaniu domu i mieszkania
- Konik (2009-2012) – program poświęcony pasjom i zainteresowaniu
- Kulisy (2009) – program ujawniający tajemnice różnych profesji
- Młodzi duchem (2015-2016) – program dla seniorów
- Paramedyk (2011-2012) – magazyn o medycynie alternatywnej
- Recepta na zdrowie (2010-2016) – program o higienie i zdrowiu
- Sekrety stylu (2011) – program o modzie
- Witamy po południu (2016) – magazyn popołudniowy

Kultura i sztuka
- Apetyt na czytanie (2009-2010) – magazyn poświęcony książkom
- Kadry kultury (2009) – przegląd najważniejszych wydarzeń kulturalnych
- Kinoman (2009) – magazyn o polskiej i światowej kinematografii
- Witamy w operze (2012) – propozycje Opery i Filharmonii Podlaskiej
- Odeska 1 (2013-2018) – program Opery i Filharmonii Podlaskiej – Europejskiego Centrum Sztuki w Białymstoku
- Strefa książki (2013-2016) – program o literaturze

Rozrywka
- Bar Mani (2008-2009) – rozmowy z zaproszonymi gośćmi
- Boom hit music (2005-2006[31]) – program muzyczny prezentujący utwory z gatunku disco polo
- Studio weekend (2009-2011) – program weekendowy Telewizji Białystok
- Teleplotki podlaskie (2012) – informacje z „przymrużeniem oka”

Edukacja
- Księga obyczaju (2012-2015) – historia obyczajów i zachowań na Podlasiu
- Ptak też człowiek (2012-2013) – program przyrodniczy o zwyczajach i upodobaniach ptaków
- Studio region (2009-2013) – historia i aktualne problemy odwiedzanych przez kamery miejscowości
- To nie było tak dawno (2009) – najnowsza historia miast regionu
- Ujawnić prawdę (2008-2009) – program historyczno-edukacyjny oparty m.in. na materiałach Instytutu Pamięci Narodowej
- Wędrówka Doliną Narwi (2010) – program krajoznawczy o dolinie Narwi
- Czas niedawno przeszły (2015-2016) – program o historii regionu
- Historia kobiet (2019-2020)
- Historiapl (2018-2019) – historia Polski z perspektywy regionu
- Made in Podlasie (2015-2016) – program o turystycznej stronie Podlasia emitowany co miesiąc

Programy sportowe
- Blisko boiska (2010) – łomżyński magazyn sportowy
- Maratony kresowe (2013-2014) – cykl relacji telewizyjnych promujący sport rowerowy, a osią programu jest relacja z jednego z etapów wyścigów rowerowych „Maratony Kresowe”.
- Ostra jazda (2013) – relacje z przygotowań i startów w krajowej elicie dwóch białostockich załóg samochodowych
- Jaga to my (2010-2016) – program dla kibiców Jagiellonii Białystok

Reportaż
- Filmy Tamary Sołoniewicz (2011) – program prezentujący autorskie reportaże przedwcześnie zmarłej Tamary Sołoniewicz
- Pozytywni (2009-2013) – opowieści o niezwykłych ludziach (obecnie powtórki)
- Stop! Reportaż (2009-2010) – cykl krótkich reportaży opowiadających o najważniejszych wydarzeniach minionego tygodnia
- Śladami Podlasian (2009-2014) – reportaże o Podlasianach mieszkających za granicą
- Znane nieznane (2004-2006) – reportaże dokumentalne o mało znanych faktach z przeszłości regionu
- Czytanie puszczy (2015) – reportaże o przyrodzie Puszczy Białowieskiej
- Spełnieni (2013-2017) – program o organizacjach pozarządowych

Programy dla mniejszości narodowych i etnicznych
- Podlaski Orient (2003-2008) – program dla Tatarów na Podlasiu
- Rosyjski ekspres (2012–2014)
- Rosyjski głos (2003-2011)
- Sami o sobie (1997-2003)
- Wiadomości rosyjskie (2014-2020)

Programy kulinarne
- Jedz na zdrowie (2014-2015) – magazyn propagujący zdrowy tryb odżywiania
- Kuchnia zdrowo wypasiona (2011) – program kulinarny
- Podlasie ze smakiem (2009) – kulinarne atrakcje Podlasia

Programy poświęcone Unii Europejskiej
- Czas na zmiany (2011-2015) – program o unijnych dotacjach wykorzystywanych przez samorządy
- Człowiek – najlepsza inwestycja (2012) – program o Europejskim Funduszu Społecznym
- Projekt na plus (2013-2014) – program o Funduszach Europejskich
- Teraz Polska wschodnia (2011) – program o zmianach w regionie dzięki funduszom unijnym

### Programy TVP3 Białystok na antenie ogólnopolskiej (niepełna lista)
- Łączy nas Polska (1997-2010) dla TVP Polonia

Opracowano na podstawie materiału źródłowego.

## Logo
| Okres wykorzystywania             | Opis | Ilustracja |
| --------------------------------- | --- | ---------- |
| 21 grudnia 1997 – jesień 2000     | Zielony liść z żółtymi dużymi literami TB a obok nich nazwa TELEWIZJA BIAŁYSTOK. |            |
| jesień 2000 – 2001                | Po lewej stronie paski w barwach ówczesnej TVP. Obok obowiązujące w tamtym czasie logo nadawcy. Po prawej stronie cyfra 3. Paski z cyfrą 3 są połączone „łyżwą” nad której dolną częścią znajduje się napis Białystok. |            |
| 2001 – 6 marca 2003               | Logo podobne do poprzedniego, z tym że usunięto z niego „łyżwę” i rozszerzono napis Białystok. |            |
| 7 marca 2003 – 30 listopada 2007  | Na zielonym tle logo TVP3, pod spodem podpis Białystok. Na ekranie logo krystaliczne (od 6 października do 30 listopada 2007 bez cyfry 3).                                                                             |            |
| 1 grudnia 2007 – 31 sierpnia 2013 | Logo podobne do TVP Info – zamiast napisu INFO jest napis Białystok. |            |
| 1 września 2013 – 1 stycznia 2016 | Logo TVP Regionalna bez regionalna, pod nim biały napis Białystok; wszystko na zielonym tle. Logo występuje także w odwrotnej wersji kolorystycznej.                                                                   |            |
| od 2 stycznia 2016 roku           | Na granatowym tle logo TVP3, pod spodem podpis Białystok. Od 2 listopada 2022 na ekranie logo jest mniejsze. |            |

## Dyrektorzy TVP3 Białystok
| okres pełnienia funkcji    | okres pełnienia funkcji | imię i nazwisko                    |
| od                         | do                      | imię i nazwisko                    |
| -------------------------- | ----------------------- | ---------------------------------- |
| 1 września 1996            | 31 sierpnia 1999        | Kazimierz Puciłowski               |
| 1 września 1999            | 1 lipca 2002            | Krzysztof Jóźwiak                  |
| 2 lipca 2002               | 4 grudnia 2005          | Jacek Popiołek                     |
| 5 grudnia 2005             | 31 marca 2006           | Grzegorz Gajewski (p.o. dyrektora) |
| 31 marca 2006              | 27 października 2006    | Grzegorz Gajewski                  |
| 27 października 2006       | 9 lutego 2009           | Wojciech Straszyński               |
| 9 lutego 2009              | lipiec 2009             | Władysław Prochowicz               |
| październik 2009           | 12 lutego 2010          | Władysław Prochowicz (ponownie)    |
| 12 lutego 2010 (jako p.o.) | 14 czerwca 2012         | Agnieszka Romaszewska-Guzy         |
| 14 czerwca 2012            | 19 lutego 2016          | Grzegorz Sawicki                   |
| 19 lutego 2016             | 23 września 2022        | Eugeniusz Szpakowski               |
| 26 września 2022           | 28 grudnia 2023         | Agnieszka Giełażyn-Sasimowicz      |
| 28 grudnia 2023            |                         | Grzegorz Sawicki (p.o. dyrektora)  |